# آندریا پوزاتو
آندریا پوزاتو (انگلیسی: Andrea Pozzato؛ زادهٔ ۱۵ مهٔ ۱۹۸۸) بازیکن فوتبال اهل ایتالیا است.
از باشگاه‌هایی که در آن بازی کرده‌است می‌توان به باشگاه فوتبال یوونتوس و باشگاه فوتبال تراپانی اشاره کرد.